# Jean-François Taelemans
Jean-François, dit parfois François Taelemans, né le 8 août 1851 à Bruxelles et mort à Saint-Gilles le 31 mars 1931, est un peintre, aquafortiste et graveur belge.
Son champ pictural, de facture réaliste, couvre essentiellement les paysages et les vues de villes. Ses œuvres sont notamment conservées aux Musées royaux des Beaux-Arts de Belgique (Bruxelles), au Musée royal des Beaux-Arts d'Anvers, au Musée des Beaux-Arts de Gand et à la Bibliothèque royale de Belgique.
Jean-François Taelemans est initié à la gravure par son cousin Félicien Rops.

## Biographie

### Famille
Jean-François (Jean François Xavier) Taelemens, né le 8 août 1851, Petite rue des Bouchers no 24 à Bruxelles, est le fils de Philippe Jacques Taelemens (né à Anderlecht le 14 avril 1822), tapissier garnisseur et fabricant de meubles, et d'Isabelle Colette Hebbelynck, tailleuse, (née à Vilvorde le 17 août 1828 et morte en 1902), mariés à Bruxelles le 9 octobre 1850. L'architecte Victor Taelemans est le cousin germain de Jean-François Taelemens. L'artiste Félicien Rops est également son cousin.
Jean-François Taelemens épouse à Ixelles le 15 avril 1882 Marie Thérèse Joséphine Léopoldine Jacqmain (née à Gosselies le 31 juillet 1856). L'un de leurs témoins est le peintre Théodore Baron. Leur fille Mathilde Taelemans (1883) épouse le peintre Georges Jacqmotte.

### Formation

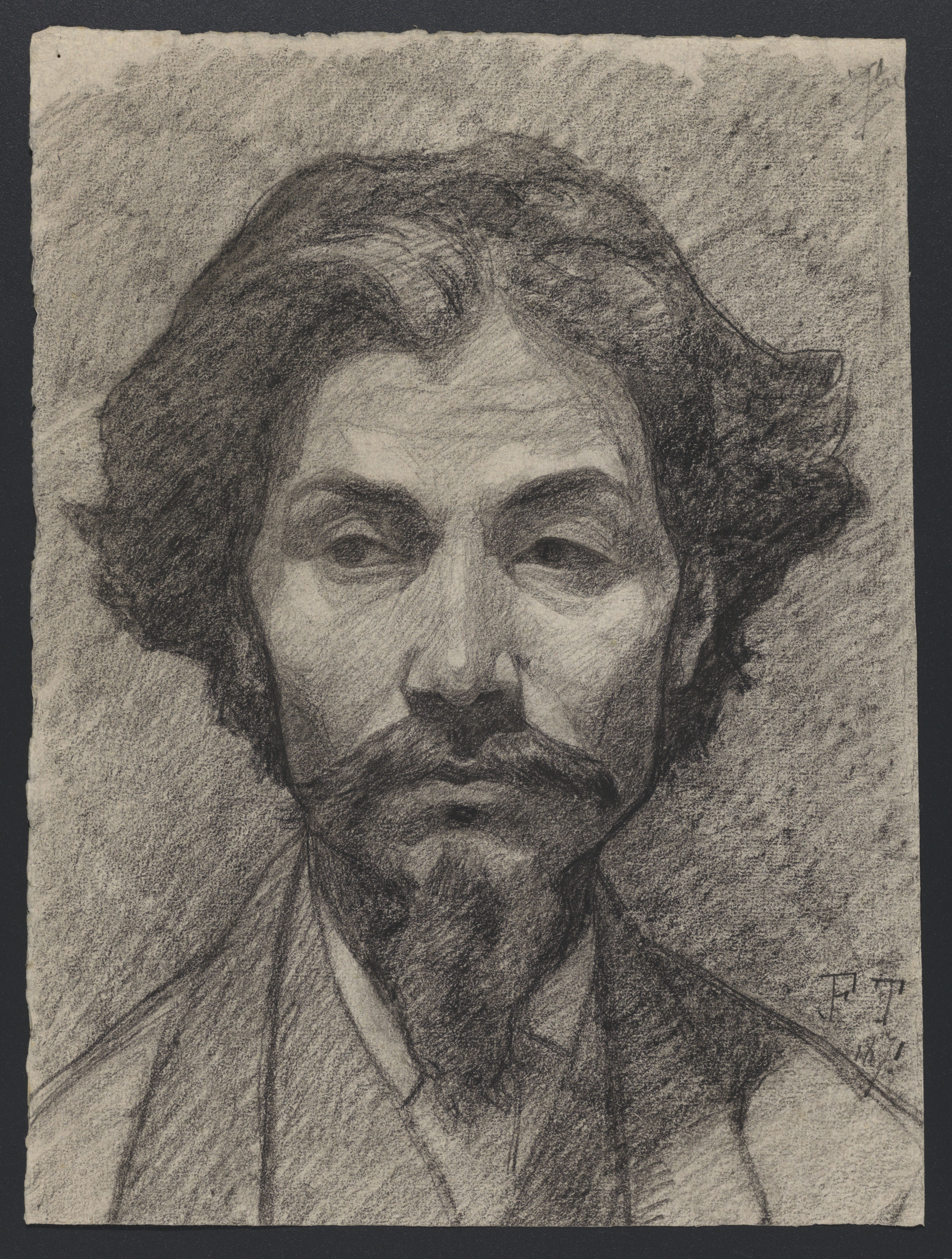
Portrait de Félicien Rops, dessin de Jean-François Taelemans (1871), Bibliothèque royale de Belgique.

Jean-François Taelemans, en dépit de l'avis de son père, étudie auprès de Félix Janlet l'architecture de 1864 à 1867, année où il obtient le premier prix du concours de perspective. Cependant, il s'oriente ensuite vers le dessin d'après la figure antique, puis vers le dessin d'après la tête antique à l'Académie royale des beaux-arts de Bruxelles de 1868 à 1870. Avec son condisciple le peintre Alfred Verhaeren, il loue une petite chambre, où il ouvre un atelier à Etterbeek. Il se forme à la peinture sous les auspices de Louis Dubois et de son cousin Théodore Baron, membre de l'École de Calmpthout,.
Établi à Ixelles en 1870, Jean-François Taelemans se lie d'amitié avec le peintre Amédée Lynen et partage avec Alfred Verhaeren et lui un nouvel atelier. Il expose Allée sous-bois au Salon de Bruxelles de 1872. En 1877, il s'établit à Paris, où il demeure jusqu'en 1879. Il suit des cours dans l'atelier d'Alexandre Cabanel, mais n'y demeure pas longtemps, n'aimant pas l'enseignement qui lui est dispensé et préférant peindre les paysages des environs de Paris. Formé à l'art décoratif par Charles Lemaire, il contribue à créer différents décors destinés à l'Exposition universelle de 1878.
Félicien Rops, son cousin, alors établi en France, l'initie à la gravure et l'invite souvent chez lui. Les deux hommes échangent une correspondance suivie, témoin de leur amitié, et font partie du groupe artistique la Colonie d'Anseremme, à l'instar de Théodore Baron. À l'auberge d'Anseremme, Au Repos des artistes, un tableau de Taelemans orne les murs : Meuse en hiver, toujours accroché dans la salle-à-manger en 1913,.

### Carrière
En 1880, Jean-François Taelemans s'établit à Bruxelles et participe régulièrement aux Salons triennaux belges. En 1890, il est nommé professeur de dessin linéaire à l'Académie royale des beaux-arts de Bruxelles, puis, en 1895 il enseigne le cours de perspective jusqu'en 1921. Il est également nommé inspecteur provincial des établissements artistiques du Brabant. Artiste réputé, il dispense des cours de peinture à Brand Whitlock, ambassadeur des États-Unis en Belgique.
Le 31 mars 1931, après plus de soixante ans de carrière, Jean-François Taelemans meurt, à l'âge de 79 ans, avenue Brugmann no 33 à Saint-Gilles.

## Œuvre

### Caractéristiques

Hiver en Brabant (1909) au Musée royal des Beaux-Arts d'Anvers.

Son champ pictural couvre essentiellement les paysages. Il privilégie les vues de villes brabançonnes et flamandes, de même que les villages traversés de canaux encombrés de chalands et dont les eaux calmes dégagent de la brume. Surnommé le « peintre de la neige », il affectionne la représentation des effets d'hiver, l'apparentant à l'art de Brueghel. Au cours de son séjour parisien, il réalise notamment L'Entrée du cimetière de Montmartre. Dès 1874, son cousin Félicien Rops l'initie à la gravure et réalise avec lui des eaux fortes. 
Jean-François Taelemans appartient à la génération des paysagistes de la seconde moitié du XIXe siècle qui a élargi la compréhension du paysage flamand et qui a su y trouver des sources d'inspiration empreintes d'un sobre réalisme et d'un sentiment qui ne cherche l'émotion que dans la vérité.

### Expositions
- Salon de Bruxelles de 1872 : Allée sous-bois[6].
- Salon de Gand de 1874 (XXIXe) : Une écluse de la Lesse[9].
- Salon de Bruxelles de 1875 : Paysan au repos[8].
- Salon d'Anvers de 1876 : Un baigneur[10].
- Exposition du cercle La Chrysalide de 1881 : Un Salon[11]
- Salon de Bruxelles de 1881 : Portrait de M.T.[12].
- Salon de Gand de 1883 (XXXIIe) : Le Pont Neuf à Paris[13].
- Salon de Bruxelles de 1884 : Banlieue de Bruxelles[14].
- Salon de Gand de 1886 (XXXIIIe) : L'Église d'Anderlecht, effet du matin[15].
- Salon de Bruxelles de 1887 : À Saint-Job[16].
- Salon de Bruxelles de 1893 : Vieille porte à Bruges[17].
- Exposition universelle de 1894 à Anvers : Vieille porte à Bruges[18].
- Salon de Bruxelles de 1900 : L'Hiver au village[19].
- Salon de Bruxelles de 1903 : Coin du vieil Anvers, L'Ancienne porte[20].
- Salon d'Anvers de 1904
- Salon de Bruxelles de 1907 : L'Hiver en Brabant et Le Vieil Anderlecht[21].
- Salon de Bruxelles de 1914 : Les Vieux remparts[22].
- Exposition (LXII) de la Société royale belge des aquarellistes à Bruxelles en 1926.
- Salon d'Anvers de 1930.
- Exposition du jubilé artistique – 60 ans – de Jean-François Taelemans au Cercle artistique de Bruxelles en 1929[5].

### Galerie de dessins conservée à la Bibliothèque royale de Belgique

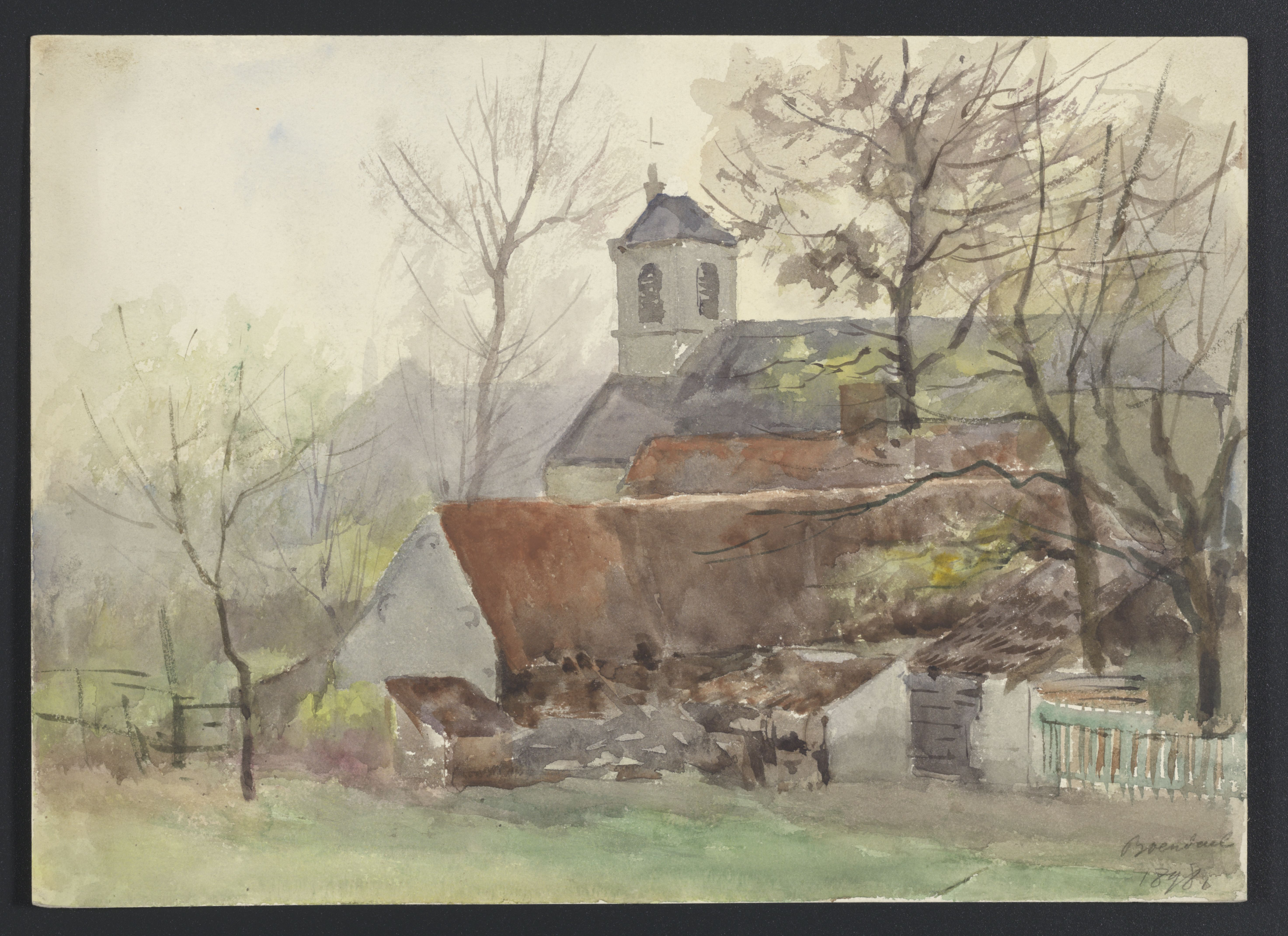
Église de Boondael (1898).
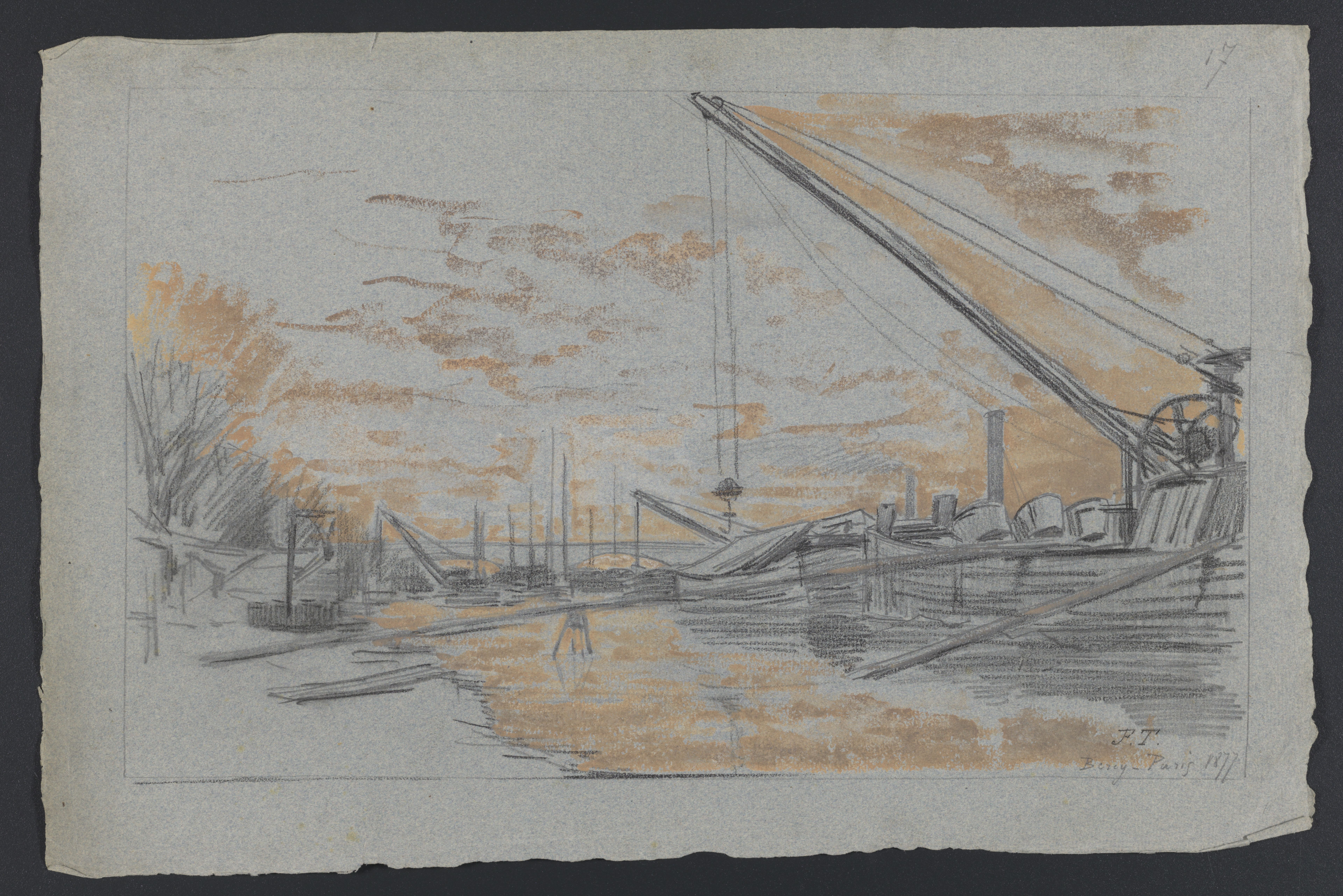
Bercy - Paris (bord de Seine avec chalands à l'ancre en cours de chargement, soleil couchant) (1877).
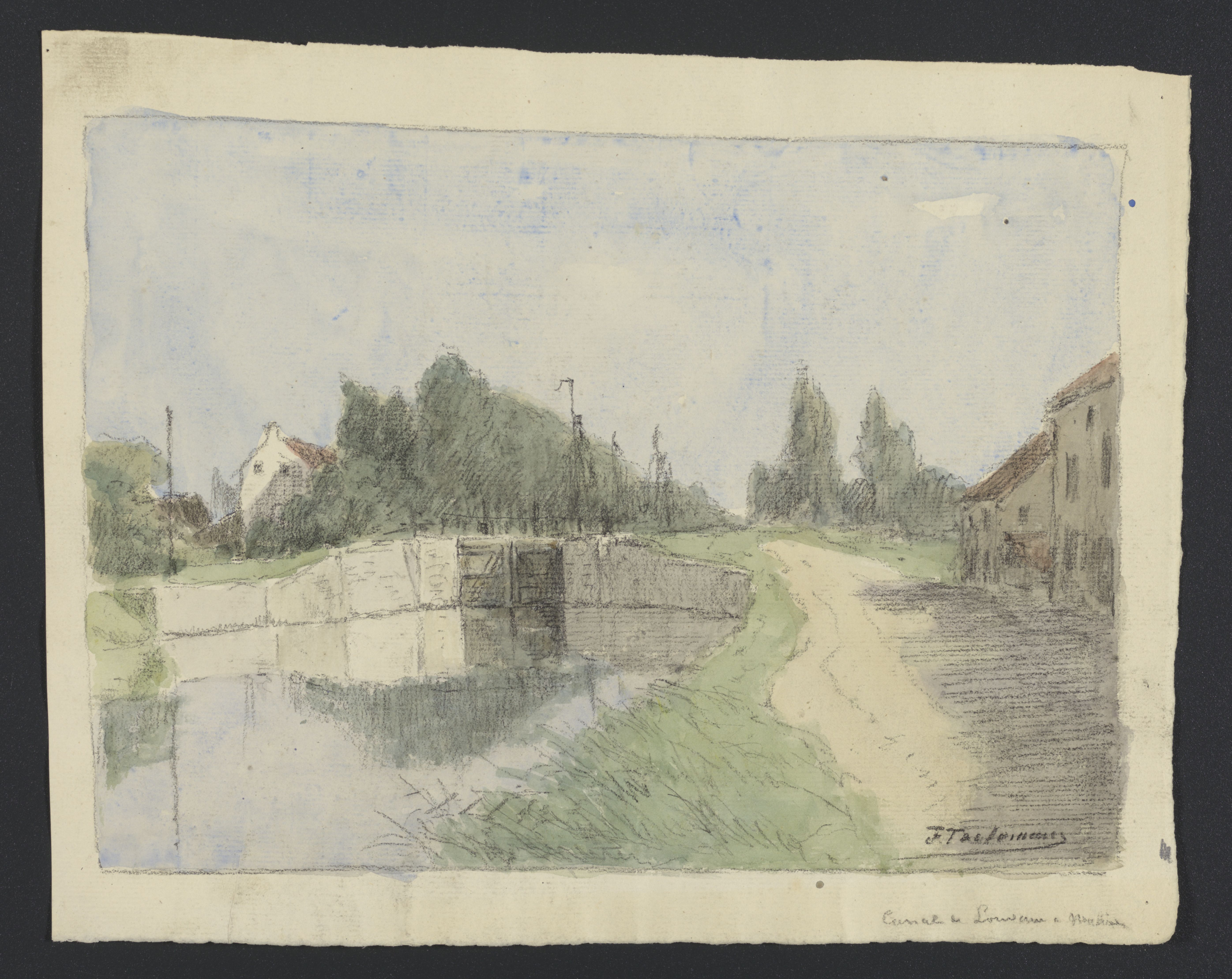
Canal de Louvain à Malines.
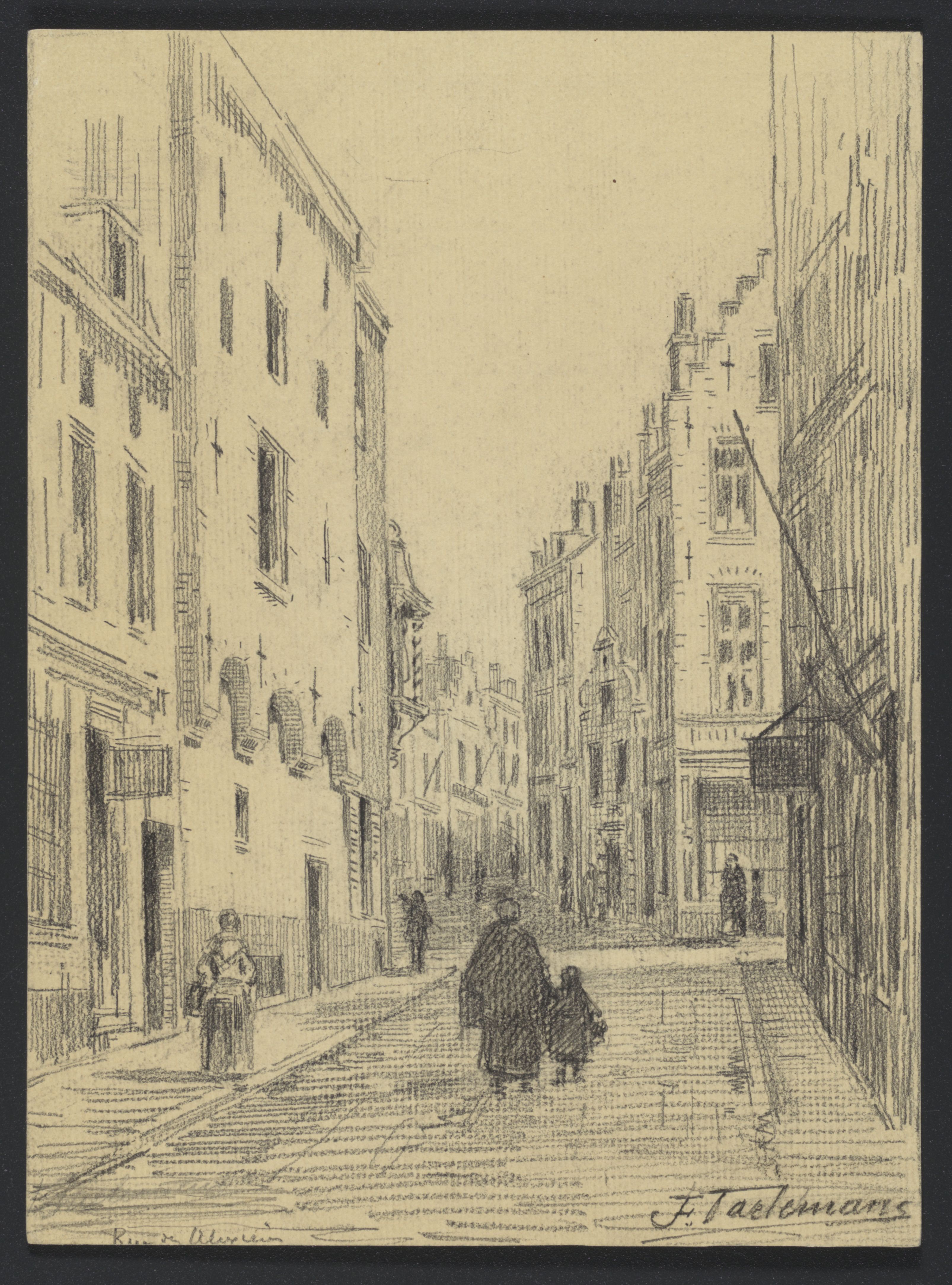
Rue des Alexiens à Bruxelles.

### Collection
- Musées royaux des Beaux-Arts de Belgique (Bruxelles) : L'Hiver au village (1897), huile sur toile, inventaire no 3549, format 75 × 101 cm, acquis en 1900[23].
- Musée royal des Beaux-Arts d'Anvers, Hiver en Brabant (1909), huile sur toile, format 97 × 147,5 cm, inventaire no 1698[24].
- Musée des Beaux-Arts de Gand : Fantoche, en collaboration avec Félicien Rops (1874), eau-forte, pointe sèche, aquatinte, papier, inventaire no 2011-FP, format 18,4 × 12,6 cm, don Les Amis du Musée en 2012[25].

## Distinctions
Jean-François Taelemans est titulaire des distinctions belges suivantes :
- Chevalier de l'ordre de Léopold (22 mars 1903)
- Officier de l'ordre de Léopold
- Chevalier de l'ordre de la Couronne
- Officier de l'ordre de la Couronne